# 인천나비공원
인천나비공원(仁川나비公園)은 인천광역시 부평구 청천동에 위치하고 있는 생태학습장이나 공원이다. 주로 나비를 주제로 다루고 있는 생태학습장이며, 장수산 일대에 자리잡고 있다. 부근에는 청천동 인향아파트와 원적산이 마주하고 있으며, 경인고속도로를 건너, 계양구 효성동과도 바로 연결된다. 또, 평천로 서편을 건너 가정동(가정오거리 주변 지역에 있는 대다수의 건축물들은 현재 루원시티 개발 공사로 인해 주변 시설이 거의 없음)은 물론 인천국제공항, 청라국제도시까지도 접근 가능하다.